# 겨울 무지개
《겨울 무지개》는 한국방송공사 1TV 특집드라마이다.

## 기획 의도
사랑을 맺게 된다는 이야기를 그린 드라마

## 제작진
- 극본 : 박정란
- 연출 : 김용수, 심현우

## 출연진
- 권은아
- 고현정 : 미애 역[1]
- 김민종 : 상우 역
- 김영석
- 김완섭
- 김용림
- 남나경
- 남정희
- 사미자
- 양지선
- 윤순홍
- 이숙
- 이장훈
- 조순초
- 황범식